# Marxzell
Marxzell è un comune tedesco di 5 435 abitanti, situato nel land del Baden-Württemberg.